# Megaloblatta regina
Megaloblatta regina är en kackerlacksart som först beskrevs av Henri Saussure 1870.  Megaloblatta regina ingår i släktet Megaloblatta och familjen småkackerlackor. Inga underarter finns listade i Catalogue of Life.